# (5771) Somerville
(5771) Somerville  es un asteroide perteneciente al cinturón de asteroides, descubierto el 21 de septiembre de 1987 por Edward Bowell desde el Observatorio Lowell, en Flagstaff (Arizona, Estados Unidos).

## Designación y nombre
Somerville se designó inicialmente como 1987 ST1.
Más adelante fue nombrado en honor a la científica británica Mary Somerville (1780-1872).

## Características orbitales
Somerville orbita a una distancia media del Sol de 3,1363 ua, pudiendo acercarse hasta 2,4380 ua y alejarse hasta 3,8346 ua. Tiene una excentricidad de 0,2226 y una inclinación orbital de 8,2191° grados. Emplea en completar una órbita alrededor del Sol 2028 días.

## Características físicas
Su magnitud absoluta es 12,3. Tiene 28,306 km de diámetro. Su albedo se estima en 0,029. El valor de su periodo de rotación es de 9,20 h.